# Phoronopsis
Phoronopsis är ett släkte av hästskomaskar. Phoronopsis ingår i fylumet hästskomaskar och riket djur.
Kladogram enligt Catalogue of Life:
| Phoronopsis | \| \| Phoronopsis albomaculata \| \| \| \| \| \| Phoronopsis californica \| \| \| \| \| \| Phoronopsis harmeri \| \| \| \| |
|             | \| \| Phoronopsis albomaculata \| \| \| \| \| \| Phoronopsis californica \| \| \| \| \| \| Phoronopsis harmeri \| \| \| \| |
|             | Phoronis |
|             | |
|             | Phoronopsis albomaculata                                                                                                   |
|             | |
|             | Phoronopsis californica |
|             | |
|             | Phoronopsis harmeri |
|             | |

|  | Phoronopsis albomaculata |
|  |                          |
|  | Phoronopsis californica  |
|  |                          |
|  | Phoronopsis harmeri      |
|  |                          |